# UCI Europa Tour 2007-2008
L'UCI Europa Tour 2007-2008 va ser la quarta edició de l'UCI Europa Tour, un dels cinc circuits continentals de ciclisme de la Unió Ciclista Internacional. Estava formada per més de 300 proves, organitzades del 21 d'octubre de 2007 al 16 d'octubre de 2008 a Europa.

## Evolució del calendari

### Octubre 2007
| Data | Cursa                                    | País   | Cat. | Vencedor        | Equip               |
| ---- | ---------------------------------------- | ------ | ---- | --------------- | ------------------- |
| 21   | Crono de les Nacions-Les Herbiers-Vendée | França | 1.1  | László Bodrogi  | Crédit agricole     |
| 27   | Florència-Pistoia                        | Itàlia | 1.1  | Borís Xpilévski | Kio Ene-Tonazzi-DMT |

### Febrer
| Data    | Cursa                                      | País     | Cat. | Vencedor              | Equip                 |
| ------- | ------------------------------------------ | -------- | ---- | --------------------- | --------------------- |
| 3.      | Gran Premi d'Obertura La Marseillaise      | França   | 1.1  | Hervé Duclos-Lassalle | Cofidis               |
| 6.-10.  | Étoile de Bessèges                         | França   | 2.1  | Iuri Trofímov         | Bouygues Telecom      |
| 9.      | Gran Premi de la costa dels Etruscs        | Itàlia   | 1.1  | Gabriele Balducci     | Acqua & Sapone        |
| 10.     | Trofeo Mallorca                            | Espanya  | 1.1  | Philippe Gilbert      | La Française des jeux |
| 11.     | Trofeu Cala Millor-Cala Bona               | Espanya  | 1.1  | Graeme Brown          | Rabobank              |
| 11.-13. | Giro de la Província de Reggio de Calàbria | Itàlia   | 2.1  | Daniele Pietropolli   | L.P.R. Brakes         |
| 12.     | Trofeu Pollença                            | Espanya  | 1.1  | José Joaquín Rojas    | Caisse d'Épargne      |
| 13.     | Trofeu Soller                              | Espanya  | 1.1  | Philippe Gilbert      | La Française des jeux |
| 13.-17. | Tour del Mediterrani                       | França   | 2.1  | Aleksandr Botxarov    | Crédit agricole       |
| 14.     | Trofeu Calvià                              | Espanya  | 1.1  | Gert Steegmans        | Quick Step-Innergetic |
| 15.-17. | Giro de la Província de Grosseto           | Itàlia   | 2.1  | Filippo Pozzato       | Liquigas              |
| 17.-21. | Volta a Andalusia                          | Espanya  | 2.1  | Pablo Lastras         | Caisse d'Épargne      |
| 20.-24. | Volta a l'Algarve                          | Portugal | 2.1  | Stijn Devolder        | Quick Step-Innergetic |
| 23.     | Trofeu Laigueglia                          | Itàlia   | 1.1  | Luca Paolini          | Acqua & Sapone        |
| 23.     | Coppa San Geo                              | Itàlia   | 1.2  | Michele Merlo         | Velo Club Mantovani   |
| 23.     | Boucles del Sud Ardecha                    | França   | 1.2  | Gatis Smukulis        | VC La Pomme Marseille |
| 24.     | Tour de l'Alt Var                          | França   | 1.1  | Davide Rebellin       | Gerolsteiner          |
| 26.-1.  | Volta a la Comunitat Valenciana            | Espanya  | 2.1  | Rubén Plaza           | Benfica               |
| 29.-2.  | Tres dies de Valclusa                      | França   | 2.2  | Nicolas Vogondy       | Agritubel             |

### Març
| Data    | Cursa                                       | País          | Cat.   | Vencedor           | Equip                  |
| ------- | ------------------------------------------- | ------------- | ------ | ------------------ | ---------------------- |
| 1.      | Beverbeek Classic                           | Bèlgica       | 1.2    | Johan Coenen       | Topsport Vlaanderen    |
| 1.      | Omloop Het Volk                             | Bèlgica       | 1.HC   | Philippe Gilbert   | La Française des jeux  |
| 2.      | Clàssica d'Almeria                          | Espanya       | 1.1    | Juan José Haedo    | Team CSC               |
| 2.      | Kuurne-Brussel·les-Kuurne                   | Bèlgica       | 1.1    | Steven de Jongh    | Quick Step-Innergetic  |
| 2.      | Gran Premi de Lugano                        | Suïssa        | 1.1    | Rinaldo Nocentini  | AG2R La Mondiale       |
| 2.      | Trofeu Zssdi                                | Itàlia        | 1.2    | Manuele Boaro      | Zalf Désirée Fior      |
| 4.-8.   | Volta a Múrcia                              | Espanya       | 2.1    | Alejandro Valverde | Caisse d'Épargne       |
| 5.      | Le Samyn                                    | Bèlgica       | 1.1    | Philippe Gilbert   | La Française des jeux  |
| 7.-9.   | Tres dies de Flandes Occidental             | Bèlgica       | 2.1    | Bobbie Traksel     | P3 Transfer-Batavus    |
| 8.      | Monte Paschi Eroica                         | Itàlia        | 1.1    | Fabian Cancellara  | Team CSC               |
| 8.      | Fletxa flamenca                             | Bèlgica       | 1.2    | Bram Schmitz       | Van Vliet-EBH Elshof   |
| 9.      | Poreč Trophy                                | Croàcia       | 1.2    | Aldo Ino Ilešič    | Sava                   |
| 9.      | Trofeu Franco Balestra                      | Itàlia        | 1.2    | Wojciech Dybel     | MGK Vis Norda          |
| 9.      | Gran Premi de Lillers-Souvenir Bruno Comini | França        | 1.2    | Dominic Klemme     | 3C Gruppe              |
| 12.-18. | Tirrena-Adriàtica                           | Itàlia        | 2.HC   | Fabian Cancellara  | Team CSC               |
| 13.-16. | Volta al Districte de Santarém              | Portugal      | 2.1    | Maurizio Biondo    | Ceramica Flaminia      |
| 13.-16. | Istrian Spring Trophy                       | Croàcia       | 2.2    | Eddy Ratti         | Nippo-Endeka           |
| 16.     | Giro del Mendrisiotto                       | Suïssa        | 1.2    | Eddy Serri         | Miche-Silvercross      |
| 16.     | París-Troyes                                | França        | 1.2    | Jean-Luc Delpech   | Bretagne-Armor Lux     |
| 16.     | Circuit del País de Waes                    | Bèlgica       | 1.2    | Niko Eeckhout      | Topsport Vlaanderen    |
| 19.     | Nokere Koerse                               | Bèlgica       | 1.1    | Wouter Weylandt    | Quick Step-Innergetic  |
| 20.-23. | The Paths of King Nikola                    | Montenegro    | 2.2    | Mitja Mahorič      | Perutnina Ptuj         |
| 21.     | Clàssica Loira Atlàntic                     | França        | 1.2    | Mikel Gaztañaga    | Agritubel              |
| 23.     | Tour de Groene Hart                         | Països Baixos | 1.1    | Tomas Vaitkus      | Team Astana            |
| 23.     | Gran Premi Cholet-País del Loira            | França        | 1.1    | Janek Tombak       | Mitsubishi-Jartazi     |
| 23.     | Gran Premi San Giuseppe                     | Itàlia        | 1.2    | Damian Walczak     | MG Kvis Norda Pacific  |
| 23.     | Roue tourangelle                            | França        | 1.2    | Vitaliy Kondrut    | ISD-Sport Donetsk      |
| 24.     | Giro del Belvedere                          | Itàlia        | 1.2U   | Davide Malacarne   | Lucchini Nuova Comauto |
| 24.-28. | Volta a Castella i Lleó                     | Espanya       | 2.1    | Alberto Contador   | Team Astana            |
| 24.-30. | Tour de Normandia                           | França        | 2.2    | Antoine Dalibard   | Bretagne-Armor Lux     |
| 25.     | Gran Premi Palio del Recioto                | Itàlia        | 1.2U   | Gianluca Brambilla | Zalf Désirée Fior      |
| 25.-29. | Setmana Internacional de Coppi i Bartali    | Itàlia        | 2.1    | Cadel Evans        | Silence-Lotto          |
| 26.     | A través de Flandes                         | Bèlgica       | 1.1    | Sylvain Chavanel   | Cofidis                |
| 28.-30. | Gran Premi de Portugal                      | Portugal      | 2.NCup | Vitor Rodrigues    | Portugal A             |
| 29.     | E3 Harelbeke                                | Bèlgica       | 1.HC   | Kurt Asle Arvesen  | Team CSC               |
| 29.-30. | Critèrium Internacional                     | França        | 2.HC   | Jens Voigt         | Team CSC               |
| 30.     | Fletxa brabançona                           | Bèlgica       | 1.1    | Sylvain Chavanel   | Cofidis                |
| 30.     | Gran Premi de Laudio                        | Espanya       | 1.1    | Héctor Guerra      | Liberty Seguros        |

### Abril
| Data    | Cursa                                     | País                 | Cat.   | Vencedor             | Equip                                        |
| ------- | ----------------------------------------- | -------------------- | ------ | -------------------- | -------------------------------------------- |
| 1.-3.   | Tres dies de La Panne                     | Bèlgica              | 2.HC   | Joost Posthuma       | Rabobank                                     |
| 1.-6.   | Setmana Ciclista Lombarda                 | Itàlia               | 2.1    | Danilo Di Luca       | L.P.R. Brakes                                |
| 2.-6.   | Cinturó a Mallorca                        | Espanya              | 2.2    | Dirk Müller          | Team Sparkasse                               |
| 4.      | Ruta Adélie de Vitré                      | França               | 1.1    | Kevyn Ista           | Agritubel                                    |
| 4.-5.   | Boucle de l'Artois                        | França               | 2.2    | Timofei Kritski      | Team Katyusha                                |
| 4.-6.   | Triptyque des Monts et Châteaux           | Bèlgica              | 2.2    | Thomas De Gendt      | Davo                                         |
| 5.      | Hel van het Mergelland                    | Països Baixos        | 1.1    | Tony Martin          | Team High Road                               |
| 5.      | Gran Premi Miguel Indurain                | Espanya              | 1.HC   | Fabian Wegmann       | Gerolsteiner                                 |
| 6.      | Gran Premi de Rennes                      | França               | 1.1    | Mikhailo Khalilov    | Ceramica Flaminia-Bossini Doce               |
| 6.      | Trofeu Banca Popolare di Vicenza          | Itàlia               | 1.2U   | Roman Maximov        | Friuli                                       |
| 8.-11.  | Circuit de La Sarthe                      | França               | 2.1    | Thomas Voeckler      | Bouygues Telecom                             |
| 9.-13.  | Volta a l'Alentejo                        | Portugal             | 2.1    | Héctor Guerra        | Liberty Seguros Continental                  |
| 10.     | Gran Premi Pino Cerami                    | Bèlgica              | 1.1    | Patrick Calcagni     | Barloworld                                   |
| 11.-13. | Circuit de les Ardenes                    | França               | 2.2    | Jan Bakelants        | Beveren 2000-Quick Step                      |
| 12.     | Tour de Drenthe                           | Països Baixos        | 1.1    | Coen Vermeltfoort    | Rabobank Continental                         |
| 12.     | Tour de Flandes sub-23                    | Bèlgica              | 1.NCup | Gatis Smukulis       | Letònia                                      |
| 13.     | Klasika Primavera                         | Espanya              | 1.1    | Damiano Cunego       | Lampre-Fondital                              |
| 13.-20. | Volta a Turquia                           | Turquia              | 2.1    | David García Dapena  | Karpin Galicia                               |
| 15.     | París-Camembert                           | França               | 1.1    | Alejandro Valverde   | Caisse d'Épargne                             |
| 16.     | Grote Scheldeprijs                        | Bèlgica              | 1.HC   | Mark Cavendish       | Team High Road                               |
| 16.     | Côte picarde                              | França               | 1.NCup | Kristjan Koren       | Eslovènia                                    |
| 16.-20. | Tour de Loir-et-Cher                      | França               | 2.2    | Christofer Stevenson | Team GLS                                     |
| 17.     | Gran Premi de Denain                      | França               | 1.1    | Edvald Boasson Hagen | Team High Road                               |
| 17.-20. | Rhône-Alpes Isère Tour                    | França               | 2.2    | Jérémie Dérangère    | SCO Dijon                                    |
| 19.     | Tour de Finisterre                        | França               | 1.1    | David Le Lay         | Bretagne-Armor Lux                           |
| 19.     | Lieja-Bastogne-Lieja sub-23               | Bèlgica              | 1.2U   | Jan Bakelants        | Beveren 2000-Quick Step                      |
| 19.     | ZLM Tour                                  | Països Baixos        | 1.NCup | Jacopo Guarnieri     | Itàlia                                       |
| 19.-23. | Gran Premi de Sotxi                       | Rússia               | 2.2    | Dirk Müller          | Team Sparkasse                               |
| 20.     | Tro Bro Leon                              | França               | 1.1    | Frédéric Guesdon     | La Française des jeux                        |
| 20.     | Giro d'Oro                                | Itàlia               | 1.1    | Gabriele Bosisio     | L.P.R. Brakes                                |
| 20.     | Volta a Düren                             | Alemanya             | 1.2    | Bram Schmitz         | Van Vliet-EBH Elshof                         |
| 20.     | Banja Luka-Belgrad I                      | Sèrbia               | 1.2    | Aldo Ino Ilešič      | Sava                                         |
| 21.     | Banja Luka-Belgrad II                     | Bòsnia i Hercegovina | 1.2    | Matej Stare          | Perutnina Ptuj                               |
| 22.-25. | Giro del Trentino                         | Itàlia               | 2.1    | Vincenzo Nibali      | Liquigas                                     |
| 23.     | Fletxa Valona                             | Bèlgica              | 1.HC   | Kim Kirchen          | Team High Road                               |
| 23.-27. | Volta a Extremadura                       | Espanya              | 2.2    | Daniel Lloyd         | An Post-M Donnelly-Grant Thornton-Sean Kelly |
| 25.     | Gran Premio della Liberazione             | Itàlia               | 1.2U   | Andrea Grendene      | Filmop Bottoli Ramonda Parolin               |
| 25.-27. | Volta a La Rioja                          | Espanya              | 2.1    | Manuel Calvente      | Contentpolis-Murcia                          |
| 25.-1.  | Tour de Bretanya                          | França               | 2.2    | Benoît Poilvet       | Bretagne-Armor Lux                           |
| 26.-1.  | Giro delle Regioni                        | Itàlia               | 2.NCup | Vitali Buts          | Equip nacional d'Ucraïna                     |
| 27.     | Volta a Holanda del Nord                  | Països Baixos        | 1.1    | Robert Wagner        | Skil-Shimano                                 |
| 27.     | París-Mantes-en-Yvelines                  | França               | 1.2    | Florian Morizot      | Auber 93                                     |
| 27.     | East Midlands International Cicle Classic | Regne Unit           | 1.2    | Ciaran Power         | Pezula Racing                                |
| 30.-4.  | Fletxa del Sud                            | Luxemburg            | 2.2    | Marcel Wyss          | Atlas Romer's Hausbäckerei                   |

### Maig
| Data    | Cursa                                                   | País          | Cat. | Vencedor               | Equip                                        |
| ------- | ------------------------------------------------------- | ------------- | ---- | ---------------------- | -------------------------------------------- |
| 1.      | Subida al Naranco                                       | Espanya       | 1.1  | Xavier Tondo           | LA-MSS                                       |
| 1.      | Memorial Andrzej Trochanowski                           | Polònia       | 1.2  | Tomasz Kiendyś         | CCC Polsat-Polkowice                         |
| 1.      | Gran Premi Copenhagen Classic                           | Dinamarca     | 1.2  | Allan Johansen         | Team CSC                                     |
| 1.      | Gran Premi del 1r de maig - Premi d'honor Vic de Bruyne | Bèlgica       | 1.2  | Bobbie Traksel         | P3 Transfer-Batavus                          |
| 1.      | Gran Premi de Frankfurt                                 | Alemanya      | 1.HC | Karsten Kroon          | Team CSC                                     |
| 1.      | Gran Premi de Frankfurt sub-23                          | Alemanya      | 1.2U | Stefan Denifl          | Àustria                                      |
| 1.-3.   | Volta da Ascension                                      | Espanya       | 2.2  | Pablo de Pedro         | Supermercados Froiz                          |
| 2.      | Gran Premi de Moscou                                    | Rússia        | 1.2  | Oļegs Meļehs           | Dynatek-Latvia                               |
| 3.      | Gran Premi de la Indústria i l'Artesanat de Larciano    | Itàlia        | 1.1  | Eddy Ratti             | Nippo-Endeka                                 |
| 3.      | Majowy Wyscig Klasyczny - Lublin                        | Polònia       | 1.2  | Mateusz Mróz           | CCC Polsat-Polkowice                         |
| 3.      | Ronde van Overijssel                                    | Països Baixos | 1.2  | Robin Chaigneau        | Asito-Löwik                                  |
| 3.      | Memorial Oleg Dyachenko                                 | Rússia        | 1.2  | Timofei Kritski        | Team Katyusha                                |
| 3.      | Gran Premi Bourgas                                      | Bulgària      | 1.2  | Pavel Shumanov         | Hemus 1896                                   |
| 3.-7.   | Volta a Astúries                                        | Espanya       | 2.1  | Ángel Vicioso          | LA-MSS                                       |
| 4.      | Trofeu dels Escaladors                                  | França        | 1.1  | David Le Lay           | Bretagne-Armor Lux                           |
| 4.      | Giro de Toscana                                         | Itàlia        | 1.1  | Mattia Gavazzi         | Preti Mangimi                                |
| 4.      | Circuit del Porto                                       | Itàlia        | 1.2  | Michele Nodari         | Itàlia                                       |
| 4.      | Tour de Berna                                           | Suïssa        | 1.2U | Jarosław Marycz        | fidibc.com                                   |
| 6.-11.  | Quatre dies de Dunkerque                                | França        | 2.HC | Stéphane Augé          | Cofidis                                      |
| 7.-11.  | Cinc anells de Moscou                                   | Rússia        | 2.2  | Denís Galimziànov      | Team Katyusha                                |
| 7.-11.  | Giro del Friül-Venècia Júlia                            | Itàlia        | 2.2  | Hrvoje Miholjević      | Loborika                                     |
| 8.-11.  | Szlakiem Grodów Piastowskich                            | Polònia       | 2.1  | Bartosz Huzarski       | Polònia                                      |
| 8.-11.  | Tour de Chalkidiki                                      | Grècia        | 2.2  | Daniel Petrov          | Cycling Club Bourgas                         |
| 9.-11.  | Tour du Haut-Anjou                                      | França        | 2.2U | Dennis van Winden      | Rabobank Continental                         |
| 9.-12.  | Tour de Berlín                                          | Alemanya      | 2.2U | Travis Meyer           | Southaustralia.com-AIS                       |
| 10.     | Scandinavian Race in Uppsala                            | Suècia        | 1.2  | Morten Høberg          | Løgstør-Cycling for Health                   |
| 10.-11. | Clàssica d'Alcobendas                                   | Espanya       | 2.1  | Ezequiel Mosquera      | Karpin Galicia                               |
| 11.     | Gran Premi de la Indústria del marbre                   | Itàlia        | 1.2  | Simone Stortoni        | Neri Lucchini Nuova Comauto                  |
| 11.     | Omloop der Kempen                                       | Països Baixos | 1.2  | Job Vissers            | Dommelstreek                                 |
| 12.     | Neuseen Classics                                        | Alemanya      | 1.1  | Steffen Radochla       | Elk Haus-Simplon                             |
| 13.     | Mayor Cup                                               | Rússia        | 1.2  | Timofei Kritski        | Team Katyusha                                |
| 14.     | Batavus Prorace                                         | Països Baixos | 1.1  | Gert Steegmans         | Quick Step-Innergetic                        |
| 15.-18. | Gran Premi Paredes Rota dos Móveis                      | Portugal      | 2.1  | Pedro Cardoso          | LA-MSS                                       |
| 16.-18. | Tour de Picardia                                        | França        | 2.1  | Sébastien Chavanel     | La Française des jeux                        |
| 17.     | Clàssica Belgrad-Čačak                                  | Sèrbia        | 1.2  | Mitja Mahorič          | Perutnina Ptuj                               |
| 17.-25. | Olympia's Tour                                          | Països Baixos | 2.2  | Lars Boom              | Rabobank Continental                         |
| 18.     | Gran Premi Jasnej Góry                                  | Polònia       | 1.2  | Tomasz Kiendyś         | CCC Polsat-Polkowice                         |
| 18.     | Coppa Caivano                                           | Itàlia        | 1.2  | Samuele Marzoli        | NGC-Pagnoncelli-Perrel                       |
| 18.     | Raiffeisen Grand Prix                                   | Àustria       | 1.2  | Matej Stare            | Perutnina Ptuj                               |
| 18.-25. | FBD Insurance RÁS                                       | Irlanda       | 2.2  | Stephen Gallagher      | An Post-M Donnelly-Grant Thornton-Sean Kelly |
| 21.-25. | Circuit de Lorena                                       | França        | 2.1  | Steve Chainel          | Auber 93                                     |
| 22.-25. | Ronda de l'Isard                                        | França        | 2.2U | Guillaume Bonnafond    | Chambery C.F.                                |
| 23.     | Tallinn-Tartu GP                                        | Estònia       | 1.1  | Mart Ojavee            | Rietumu Bank-Riga                            |
| 23.     | Gran Premi Hydraulika Mikolasek                         | Eslovàquia    | 1.2  | Péter Kusztor          | P-Nívó Betonexpressz 2000                    |
| 24.     | SEB Tartu GP                                            | Estònia       | 1.1  | Aleksejs Saramotins    | Rietumu Bank-Riga                            |
| 24.     | Gran Premi Kooperativa                                  | Eslovàquia    | 1.2  | Esad Hasanović         | Sèrbia                                       |
| 25.     | Velika Nagrada Ptuja                                    | Eslovènia     | 1.2  | Gregor Gazvoda         | Perutnina Ptuj                               |
| 25.     | Gran Premi Palma                                        | Eslovàquia    | 1.2  | Christoph Meschenmoser | Ista                                         |
| 27.-1.  | Volta a Navarra                                         | Espanya       | 2.2  | Diego Tamayo           | Azpiro Ugarte                                |
| 28.-1.  | Volta a Bèlgica                                         | Bèlgica       | 2.1  | Stijn Devolder         | Quick Step-Innergetic                        |
| 28.-1.  | Volta a Baviera                                         | Alemanya      | 2.HC | Christian Knees        | Team Milram                                  |
| 29.-1.  | Tour de Gironda                                         | França        | 2.2  | Julien Guay            | Vendée U                                     |
| 31.     | Gran Premi de Plumelec-Morbihan                         | França        | 1.1  | Thomas Voeckler        | Bouygues Telecom                             |
| 31.     | Gran Premi Kranj                                        | Eslovènia     | 1.1  | Grega Bole             | Adria Mobil                                  |

### Juny
| Data    | Cursa                                        | País          | Cat. | Vencedor           | Equip                              |
| ------- | -------------------------------------------- | ------------- | ---- | ------------------ | ---------------------------------- |
| 1.      | Boucles de l'Aulne                           | França        | 1.1  | Romain Feillu      | Agritubel                          |
| 1.      | Coppa della Pace                             | Itàlia        | 1.2  | Ben Swift          | Regne Unit                         |
| 1.      | París-Roubaix sub-23                         | França        | 1.2U | Coen Vermeltfoort  | Rabobank Continental               |
| 1.      | Riga GP                                      | Letònia       | 1.2  | Normunds Lasis     | Dynatek-Latvia                     |
| 1.      | Rogaland Grand Prix                          | Noruega       | 1.2  | Michael Tronborg   | Designa Køkken                     |
| 2.      | Trofeu Alcide Degasperi                      | Itàlia        | 1.2  | Jarosław Marycz    | Fdbc                               |
| 2.-7.   | Volta a Lleida                               | Espanya       | 2.2  | Lars Boom          | Rabobank Continental               |
| 3.-8.   | Bałtyk-Karkonosze Tour                       | Polònia       | 2.2  | Radosław Romanik   | DHL-Author                         |
| 4.-8.   | Ringerike Grand Prix                         | Noruega       | 2.2  | Fredrik Ericsson   | Cykelcity.se                       |
| 4.-8.   | Volta a Luxemburg                            | Luxemburg     | 2.HC | Joost Posthuma     | Rabobank                           |
| 6.-8.   | Euskal Bizikleta                             | Espanya       | 2.HC | Eros Capecchi      | Saunier Duval-Scott                |
| 7.      | Memorial Marco Pantani                       | Itàlia        | 1.1  | Enrico Rossi       | NGC Medical-OTC Industria Porte    |
| 7.      | Gran Premi Schwarzwald                       | Alemanya      | 1.1  | Mathias Frank      | Gerolsteiner                       |
| 7.-14.  | Volta a Romania                              | Romania       | 2.2  | Rida Cador         | P-Nívó Betonexpressz 2000 Corratec |
| 8.      | Coppa Colli Briantei Internazionale          | Itàlia        | 1.2  | Leigh Howard       | Austràlia                          |
| 8.      | Memorial Philippe Van Coningsloo             | Bèlgica       | 1.2  | Stijn Joseph       | Beveren 2000-Quick Step            |
| 8.      | Trofeu Ciutat de San Vendemiano              | Itàlia        | 1.2U | Simon Clarke       | Southaustralia.com-AIS             |
| 8.      | Gran Premi del cantó d'Argòvia               | Suïssa        | 1.HC | Lloyd Mondory      | AG2R La Mondiale                   |
| 10.-14. | Volta a Eslovènia                            | Eslovènia     | 2.1  | Jure Golčer        | L.P.R. Brakes                      |
| 10.-15. | Volta a Turíngia                             | Alemanya      | 2.2U | Patrick Gretsch    | Thüringer Energie                  |
| 11.     | Veenendaal-Veenendaal                        | Països Baixos | 1.HC | Robert Förster     | Gerolsteiner                       |
| 11.-17. | Circuito Montañés                            | Espanya       | 2.2  | Aleksei Sxebelin   | Cinelli-OPD                        |
| 12.-15. | Gran Premi CTT Correios de Portugal          | Portugal      | 2.1  | Nuno Ribeiro       | Liberty Seguros Continental        |
| 12.-15. | Ronde de l'Oise                              | França        | 2.2  | Niels Brouzes      | Auber 93                           |
| 13.-15. | Delta Tour Zeeland                           | Països Baixos | 2.1  | Christopher Sutton | Slipstream-Chipotle                |
| 16.-22. | Volta a Sèrbia                               | Sèrbia        | 2.2  | Matija Kvasina     | Perutnina Ptuj                     |
| 17.-21. | Ster Elektrotoer                             | Països Baixos | 2.1  | Enrico Gasparotto  | Barloworld                         |
| 19.-22. | Ruta del Sud                                 | França        | 2.1  | Daniel Martin      | Slipstream-Chipotle                |
| 19.-22. | Boucles de la Mayenne                        | França        | 2.2  | Freddy Bichot      | Agritubel                          |
| 20.     | Abergavenny Criterium International          | Regne Unit    | 1.2  | Russell Downing    | Pinarello RT                       |
| 20.-22. | Mainfranken-Tour                             | Alemanya      | 2.2U | Mikhailo Kononenko | Ucraïna                            |
| 22.     | Grand Prix of Wales                          | Regne Unit    | 1.2  | Russell Downing    | Pinarello RT                       |
| 22.     | Gran Premi Nordjylland                       | Dinamarca     | 1.2  | Daniel Foder       | Løgstør                            |
| 25.     | Halle-Ingooigem                              | Bèlgica       | 1.1  | Gert Steegmans     | Quick Step-Innergetic              |
| 25.     | Internationale Wielertrofee Jong Maar Moedig | Bèlgica       | 1.2  | Stijn Neirynck     | Beveren 2000                       |

### Juliol
| Data    | Cursa                                       | País       | Cat. | Vencedor                          | Equip                              |
| ------- | ------------------------------------------- | ---------- | ---- | --------------------------------- | ---------------------------------- |
| 1.      | Trofeu Ciutat de Brescia                    | Itàlia     | 1.2  | Giuseppe De Maria                 | Brunero Camel                      |
| 2.-6.   | Cursa de Solidarność i els Atletes Olímpics | Polònia    | 2.1  | Łukasz Bodnar                     | DHL-Author                         |
| 3.      | Campionat d'Europa - contrarellotge sub-23  | Itàlia     | CC   | Adriano Malori                    | Itàlia                             |
| 5.      | Tour del Jura                               | Suïssa     | 1.2  | Massimiliano Maisto               | NGC Medical-OTC Industria Porte    |
| 5.      | Campionat d'Europa - cursa en ruta sub-23   | Itàlia     | CC   | Cyril Gautier                     | França                             |
| 6.      | Tour de Doubs                               | França     | 1.1  | Anthony Geslin                    | Bouygues Telecom                   |
| 6.      | Giro delle Valli Aretine                    | Itàlia     | 1.2  | Enrico Zen                        | Filmop Ramonda Parolin Bottoli     |
| 6.      | De Drie Zustersteden                        | Bèlgica    | 1.2  | Nicky Cocquyt                     | Rock Werchter-Chocolade Jacques    |
| 6.-13.  | Volta a Àustria                             | Àustria    | 2.HC | Thomas Rohregger                  | Elk Haus-Simplon                   |
| 9.-13.  | Trofeu Joaquim Agostinho                    | Portugal   | 2.2  | Tiago Machado                     | Madeinox-Boavista                  |
| 10.-12. | Gran Premi ciclista de Gemenc               | Hongria    | 2.2  | Davide Torosantucci               | Katay                              |
| 12.     | Cronoscalata Gardone V.T.                   | Itàlia     | 1.2  | Robert Vrečer                     | Radenska KD Financial Point        |
| 13.     | Pomorski Klasyk                             | Polònia    | 1.2  | Dariusz Baranowski                | DHL-Author                         |
| 13.     | Giro del Medio Brenta                       | Itàlia     | 1.2  | Robert Vrečer                     | Radenska KD Financial Point        |
| 18.-20. | Volta a la comunitat de Madrid              | Espanya    | 2.1  | Oleg Chuzhda                      | Contentpolis-Murcia                |
| 19.     | Gran Premi Cristal Energie                  | França     | 1.2  | Dan Craven                        | Fidibc.com                         |
| 19.     | Plovdiv Cup                                 | Bulgària   | 1.2  | Aleksandar Dukic                  |                                    |
| 20.     | Trofeu Matteotti                            | Itàlia     | 1.1  | Paolo Bettini                     | Quick Step-Innergetic              |
| 20.     | Giro del Casentino                          | Itàlia     | 1.2  | Simone Ponzi · Pierpaolo De Negri |                                    |
| 23.-27. | Volta a Saxònia                             | Alemanya   | 2.1  | Bert Grabsch                      | Team Columbia                      |
| 23.-27. | Brixia Tour                                 | Itàlia     | 2.1  | Santo Anzà                        | Serramenti PVC Diquigiovanni       |
| 25.     | Prova de Villafranca de Ordizia             | Espanya    | 1.1  | Vladímir Karpets                  | Caisse d'Épargne                   |
| 26.     | Gran Premi Bradlo                           | Eslovàquia | 1.2  | Péter Kusztor                     | P-Nívó Betonexpressz 2000 Corratec |
| 26.-28. | Kreiz Breizh Elites                         | França     | 2.2  | Blel Kadri                        | Albi Vélo Sport                    |
| 26.-30. | Tour de Valònia                             | Bèlgica    | 2.HC | Sergei Ivanov                     | Team Astana                        |
| 27.     | Gran Premi Inda                             | Itàlia     | 1.2  | Jarosław Marycz                   | FidiBC.com                         |
| 27.     | Gran Premi de Pérenchies                    | França     | 1.2  | Steven De Neef                    | Davitamon-Lotto-Jong Vlaanderen    |
| 29.-2.  | Dookola Mazowska                            | Polònia    | 2.2  | Marcin Sapa                       | DHL-Author                         |
| 30.-3.  | Tour d'Alsàcia                              | França     | 2.2  | Robert Bengsch                    | Alemanya                           |
| 30.-3.  | Volta a Dinamarca                           | Dinamarca  | 2.HC | Jakob Fuglsang                    | Designa Køkken                     |
| 31.     | Circuit de Getxo                            | Espanya    | 1.1  | Reinier Honig                     | P3 Transfer-Batavus                |

### Agost
| Data    | Cursa                                                       | País          | Cat. | Vencedor             | Equip                                        |
| ------- | ----------------------------------------------------------- | ------------- | ---- | -------------------- | -------------------------------------------- |
| 1.      | Gran Premi de la indústria i el comerç artesanal de Carnago | Itàlia        | 1.1  | Francesco Ginanni    | Serramenti PVC Diquigiovanni                 |
| 1.      | Gran Premi Betonexpressz 2000                               | Hongria       | 1.2  | Péter Kusztor        | P-Nívó Betonexpressz 2000 Corratec           |
| 2.      | Gran Premi Nobili Rubinetterie                              | Itàlia        | 1.1  | Giampaolo Cheula     | Barloworld                                   |
| 2.      | Gran Premi P-Nívó                                           | Hongria       | 1.2  | Gergely Ivanics      | P-Nívó Betonexpressz 2000 Corratec           |
| 2.      | Scandinavian Open Road Race                                 | Suècia        | 1.2  | Aleksejs Saramotins  | Rietumu Bank-Riga                            |
| 3.      | Giro dels Apenins                                           | Itàlia        | 1.1  | Alessandro Bertolini | Serramenti PVC Diquigiovanni                 |
| 3.      | Polynormande                                                | França        | 1.1  | Arnaud Gérard        | La Française des jeux                        |
| 3.      | Subida a Urkiola                                            | Espanya       | 1.1  | David Arroyo         | Caisse d'Épargne                             |
| 3.      | Sparkassen Giro Bochum                                      | Alemanya      | 1.1  | Eric Baumann         | Team Sparkasse                               |
| 3.      | Giro Ciclistico del Cigno                                   | Itàlia        | 1.2  | Federico Vitali      | Cyber Team Oleodin                           |
| 5.      | Gran Premi Folignano                                        | Itàlia        | 1.2  | Alessandro De Marchi | Brisot Cardin Bibanese                       |
| 5.-9.   | Volta a Lleó                                                | Espanya       | 2.2  | Wout Poels           | P3 Transfer-Batavus                          |
| 5.-9.   | Volta als Pirineus                                          | França        | 2.2  | Dan Fleeman          | An Post-M Donnelly-Grant Thornton-Sean Kelly |
| 5.-9.   | Volta a Burgos                                              | Espanya       | 2.HC | Xabier Zandio        | Caisse d'Épargne                             |
| 6.-7.   | París-Corrèze                                               | França        | 2.1  | Miyataka Shimizu     | Meitan Hompo-GDR                             |
| 7.      | Gran Premi de la vila de Camaiore                           | Itàlia        | 1.1  | Leonardo Bertagnolli | Liquigas                                     |
| 7.-9.   | Małopolski Wyścig Górski                                    | Polònia       | 2.2  | Marcin Sapa          | DHL-Author                                   |
| 7.-10.  | Tour de Szeklerland                                         | Romania       | 2.2  | Martin Hebík         | AC Sparta Praga                              |
| 10.     | Trofeo Internazionale Bastianelli                           | Itàlia        | 1.2  | Peter Kennaugh       | Regne Unit                                   |
| 10.     | Fyen Rundt                                                  | Dinamarca     | 1.2  | Lars Ulrich Sørensen | Energi Fyn                                   |
| 10.-13. | Tour de l'Ain                                               | França        | 2.1  | Linus Gerdemann      | Team Columbia                                |
| 11.     | Gran Premi Città di Felino                                  | Itàlia        | 1.2  | Iegor Silin          | Rússia                                       |
| 13.-24. | Volta a Portugal                                            | Portugal      | 2.HC | David Blanco         | Palmeiras Resort-Tavira                      |
| 14.     | Puchar Ministra Obrony Narodowej                            | Polònia       | 1.2  | Bartłomiej Matysiak  | Legia                                        |
| 16.     | Memorial Henryk Lasaka                                      | Polònia       | 1.1  | Krzysztof Jeżowski   | CCC Polsat-Polkowice                         |
| 16.     | Gran Premi Capodarco                                        | Itàlia        | 1.2  | Peter Kennaugh       | Regne Unit                                   |
| 17.     | Fletxa del ports flamencs                                   | Bèlgica       | 1.2  | Jonas Aaen Jørgensen | Team GLS                                     |
| 17.     | Gara Ciclistica Montappone                                  | Itàlia        | 1.2  | Anton Sintsov        | Centri della Calzatura-Partizan              |
| 17.     | Copa dels Carpats                                           | Polònia       | 1.2  | Mariusz Witecki      | Mroz Action Uniqa                            |
| 18.     | GP Artigianato di Castelfidardo                             | Itàlia        | 1.2  | Aleksei Tsatévitx    | Rússia                                       |
| 19.     | Gran Premi de la vila de Zottegem                           | Bèlgica       | 1.1  | Roy Sentjens         | Silence-Lotto                                |
| 19.     | Trofeu Città Castelfidardo                                  | Itàlia        | 1.2  | Adriano Malori       | Filmop Parolin                               |
| 19.     | Tres Valls Varesines                                        | Itàlia        | 1.HC | Francesco Ginanni    | Serramenti PVC Diquigiovanni                 |
| 19.     | Gran Premi dels Marbrers                                    | França        | 1.2  | Ben Hermans          | Davo                                         |
| 19.-22. | Tour del Llemosí                                            | França        | 2.1  | Sébastien Hinault    | Crédit agricole                              |
| 20.     | Coppa Agostoni                                              | Itàlia        | 1.1  | Linus Gerdemann      | Team Columbia                                |
| 20.-24. | Rothaus Regio-Tour                                          | Alemanya      | 2.1  | Björn Schröder       | Team Milram                                  |
| 20.-24. | Gran Premi Tell                                             | Suïssa        | 2.2  | Timofei Kritski      | Team Katyusha                                |
| 21.     | Coppa Bernocchi                                             | Itàlia        | 1.1  | Steve Cummings       | Barloworld                                   |
| 22.-24. | Szlakiem Walk Major Hubala                                  | Polònia       | 2.2  | Tomasz Kiendyś       | CCC Polsat-Polkowice                         |
| 23.     | Trofeu Melinda                                              | Itàlia        | 1.1  | Leonardo Bertagnolli | Liquigas                                     |
| 24.     | Clasica a los Puertos                                       | Espanya       | 1.1  | Levi Leipheimer      | Team Astana                                  |
| 26.-31. | Giro de la Vall d'Aosta                                     | Itàlia        | 2.2  | Michele Gaia         | UC Bergamasca 1902-De Nardi-Colpack          |
| 27.     | Druivenkoers Overijse                                       | Bèlgica       | 1.1  | Dominic Klemme       | 3C Gruppe                                    |
| 27.-31. | Volta a Irlanda                                             | Irlanda       | 2.1  | Marco Pinotti        | Team Columbia                                |
| 31.     | Giro del Vèneto                                             | Itàlia        | 1.HC | Francesco Ginanni    | Serramenti PVC Diquigiovanni                 |
| 31.     | Châteauroux Classic de l'Indre                              | França        | 1.1  | Anthony Ravard       | Agritubel                                    |
| 31.     | Tour de Rijke                                               | Països Baixos | 1.1  | Steven de Jongh      | Quick Step-Innergetic                        |

### Setembre
| Data    | Cursa                                           | País       | Cat.   | Vencedor                            | Equip                       |
| ------- | ----------------------------------------------- | ---------- | ------ | ----------------------------------- | --------------------------- |
| 2.      | Copa Sels                                       | Bèlgica    | 1.1    | Elia Rigotto                        | Team Milram                 |
| 3.      | Memorial Rik Van Steenbergen                    | Bèlgica    | 1.1    | Gert Steegmans                      | Quick Step-Innergetic       |
| 3.-7.   | Volta a Eslovàquia                              | Eslovàquia | 2.2    | Kristoffer Nielsen                  | Team GLS                    |
| 5.-14.  | Tour de l'Avenir                                | França     | 2.NCup | Jan Bakelants                       | Bèlgica                     |
| 6.      | Coppa Placci                                    | Itàlia     | 1.HC   | Luca Paolini                        | Acqua & Sapone              |
| 7.      | Giro de la Romanya                              | Itàlia     | 1.1    | Enrico Gasparotto                   | Barloworld                  |
| 7.      | Gran Premi Jef Scherens                         | Bèlgica    | 1.1    | Wouter Mol                          | P3 Transfer-Batavus         |
| 7.      | Ljubljana-Zagreb                                | Eslovènia  | 1.2    | Robert Vrečer                       | Radenska KD Financial Point |
| 7.      | Trofeu Salvatore Morucci                        | Itàlia     | 1.2    | Fabio Taborre                       | Aran Bls Cantina Tollo      |
| 7.      | Memorial Davide Fardelli                        | Suïssa     | 1.2    | Marcel Kittel                       | Thüringer Energie           |
| 7.-14.  | Volta a la Gran Bretanya                        | Regne Unit | 2.1    | Geoffroy Lequatre                   | Agritubel                   |
| 7.-14.  | Volta a Bulgària                                | Bulgària   | 2.2    | Ivailo Gabrovski                    | CC Nessebar                 |
| 10.-14. | Tour of Sotxi                                   | Rússia     | 2.2    | Vladímir Gússev                     | Rússia                      |
| 13.     | París-Brussel·les                               | Bèlgica    | 1.HC   | Robbie McEwen                       | Silence-Lotto               |
| 14.     | Volta a Nuremberg                               | Alemanya   | 1.1    | André Greipel                       | Team Columbia               |
| 14.     | Chrono champenois                               | França     | 1.2    | Adriano Malori                      | Filmop                      |
| 14.     | Gran Premi de Fourmies                          | França     | 1.HC   | Giovanni Visconti                   | Quick Step-Innergetic       |
| 17.     | Gran Premi de Valònia                           | Bèlgica    | 1.1    | Stefano Garzelli                    | Acqua & Sapone              |
| 18.     | Tour de Vojvodina I                             | Sèrbia     | 1.2    | Robert Vrečer                       | Radenska KD Financial Point |
| 19.     | Campionat de Flandes                            | Bèlgica    | 1.1    | André Greipel                       | Team Columbia               |
| 19.     | Gran Premi del Somme                            | França     | 1.1    | William Bonnet                      | Crédit agricole             |
| 20.     | Memorial Viviana Manservisi                     | Itàlia     | 1.1    | Alessandro Petacchi                 | L.P.R. Brakes               |
| 20.     | Tour de Vojvodina II                            | Sèrbia     | 1.2    | Gregor Gazvoda                      | Perutnina Ptuj              |
| 20.     | Lombardia Tour                                  | Itàlia     | 1.2    | Aleksejs Saramotins                 | Letònia                     |
| 20.     | Praga-Karlovy Vary-Praga                        | Txèquia    | 1.2    | Eric Baumann                        | Team Sparkasse              |
| 21.     | Gran Premi de la Indústria i el Comerç de Prato | Itàlia     | 1.1    | Mikhailo Khalilov                   | Ceramica Flaminia           |
| 21.     | Gran Premi d'Isbergues                          | França     | 1.1    | William Bonnet                      | Crédit agricole             |
| 21.     | Trofeu Gianfranco Bianchin                      | Itàlia     | 1.2    | Robert Vrečer                       | Radenska KD Financial Point |
| 21.     | Duo normand                                     | França     | 1.2    | Martin Mortensen · Michael Tronborg | Designa Køkken              |
| 21.     | Giro del Canavese                               | Itàlia     | 1.2U   | Simone Ponzi                        | Itàlia                      |
| 24.     | Omloop van het Houtland                         | Bèlgica    | 1.1    | Martin Pedersen                     | GLS-Pakke Shop              |
| 24.-27. | Tour du Poitou-Charentes                        | França     | 2.1    | Benoît Vaugrenard                   | La Française des jeux       |
| 30.     | Omloop van de Vlaamse Scheldeboorden            | Bèlgica    | 1.1    | Wouter Weylandt                     | Quick Step-Innergetic       |
| 30.     | Ruota d'Oro                                     | Itàlia     | 1.2    | Ben Gastauer                        | FidiBC.com                  |

### Octubre
| Data  | Cursa                      | País     | Cat. | Vencedor              | Equip                               |
| ----- | -------------------------- | -------- | ---- | --------------------- | ----------------------------------- |
| 2.-5. | Circuit franco-belga       | Bèlgica  | 2.1  | Joan Antoni Flecha    | Rabobank                            |
| 3.    | Münsterland Giro           | Alemanya | 1.1  | André Greipel         | Team Columbia                       |
| 3.-5. | Cinturó de l'Empordà       | Espanya  | 2.2  | Luca Zanasca          | Centri della Calzatura-Partizan     |
| 4.    | Memorial Cimurri           | Itàlia   | 1.1  | Mikhailo Khalilov     | Ceramica Flaminia                   |
| 4.    | Piccolo Giro di Lombardia  | Itàlia   | 1.2  | Daniele Ratto         | UC Bergamasca 1902-De Nardi-Colpack |
| 5.    | Tour de Vendée             | França   | 1.1  | Koldo Fernández       | Euskaltel-Euskadi                   |
| 5.    | Giro del Laci              | Itàlia   | 1.HC | Francesco Masciarelli | Acqua & Sapone                      |
| 9.    | Coppa Sabatini             | Itàlia   | 1.1  | Mikhailo Khalilov     | Ceramica Flaminia                   |
| 9.    | París-Bourges              | França   | 1.1  | Bernhard Eisel        | Team Columbia                       |
| 11.   | Giro de l'Emília           | Itàlia   | 1.HC | Danilo Di Luca        | L.P.R. Brakes                       |
| 12.   | Gran Premi Bruno Beghelli  | Itàlia   | 1.1  | Alessandro Petacchi   | L.P.R. Brakes                       |
| 12.   | París-Tours                | França   | 1.HC | Philippe Gilbert      | La Française des jeux               |
| 12.   | París-Tours sub-23         | França   | 1.2U | Tony Gallopin         | Comité d'Ile de France              |
| 14.   | Premi Nacional de Clausura | Bèlgica  | 1.1  | Hans Dekkers          | Mitsubishi-Jartazi                  |
| 16.   | Giro del Piemont           | Itàlia   | 1.HC | Daniele Bennati       | Liquigas                            |

### Proves anul·lades
| Data           | Cursa                                | País          | Cat. | Causa                |
| -------------- | ------------------------------------ | ------------- | ---- | -------------------- |
| 23 febrer      | Neretva Kup 1                        | Croàcia       | 1.2  |                      |
| 26 feb-1 març  | Giro de Sardenya                     | Itàlia        | 2.1  |                      |
| 1 març         | Gran Premi de Chiasso                | Suïssa        | 1.1  |                      |
| 1 març         | Neretva Kup 2                        | Croàcia       | 1.2  |                      |
| 10 març        | Giro de la Província de Lucca        | Itàlia        | 1.1  |                      |
| 24 març        | Volta a Colònia                      | Alemanya      | 1.HC |                      |
| 30 març        | Gran Premi Grada Pag                 | Croàcia       | 1.2  |                      |
| 9-27 abril     | Tour of Civilizations                | Turquia       | 2.2  |                      |
| 16-20 abril    | Volta a Aragó                        | Espanya       | 2.1  |                      |
| 16-20 abril    | Volta a Grècia                       | Grècia        | 2.2  |                      |
| 23-27 abril    | Volta a la Baixa Saxònia             | Alemanya      | 2.1  |                      |
| 26 abril       | A través del Brabant Való            | Bèlgica       | 1.2  |                      |
| 2 maig         | Kärnten Viper Grand Prix             | Àustria       | 1.2  |                      |
| 3 maig         | Grand Prix Herning                   | Dinamarca     | 1.1  |                      |
| 4 maig         | Colliers Classic                     | Dinamarca     | 1.1  |                      |
| 12 maig        | Ost-Belgique Rundfahrt               | Bèlgica       | 1.2  |                      |
| 25 maig        | Clàssica Memorial Txuma              | Espanya       | 1.2  |                      |
| 13-22 juny     | Baby Giro                            | Itàlia        | 2.2  |                      |
| 2 juliol       | Gran Premi Gerrie Knetemann          | Països Baixos | 1.1  |                      |
| 5 juliol       | Critèrium dels Abruços               | Itàlia        | 1.1  |                      |
| 13 juliol      | Gran Premi de Dourges-Hénin-Beaumont | França        | 1.2  |                      |
| 12 agost       | Giro delle Marche 1                  | Itàlia        | 1.1  |                      |
| 13 agost       | Giro delle Marche 2                  | Itàlia        | 1.1  |                      |
| 16 agost       | Memorial Fausto Coppi                | Itàlia        | 1.1  |                      |
| 25 agost       | Gran Premi de Beuvry-la-Forêt        | França        | 1.2  | Descens de categoria |
| 27 agost       | Gran Premi Nobili Rubinetterie       | Itàlia        | 1.1  |                      |
| 9-14 setembre  | Tour de Croàcia                      | Croàcia       | 2.2  |                      |
| 13-14 setembre | Triptyque des Barrages               | Bèlgica       | 2.2  |                      |
| 17-21 setembre | Drei-Länder-Tour                     | Alemanya      | 2.1  |                      |

## Classificacions
- Font: UCI Europa Tour Arxivat 2016-03-12 a Wayback Machine.

| #   | Ciclista                    | Equip                        | Pts.   |
| --- | --------------------------- | ---------------------------- | ------ |
| 1.  | Enrico Gasparotto (ITA)     | Barloworld                   | 644    |
| 2.  | Stefano Garzelli (ITA)      | Acqua & Sapone               | 588,2  |
| 3.  | Mikhaylo Khalilov (UKR)     | Ceramica Flaminia            | 488    |
| 4.  | Luca Paolini (ITA)          | Acqua & Sapone               | 476,2  |
| 5.  | Danilo Di Luca (ITA)        | L.P.R. Brakes                | 454,2  |
| 6.  | Stefan van Dijk (NED)       | Mitsubishi-Jartazi           | 448    |
| 7.  | Héctor Guerra (ESP)         | Liberty Seguros Continental  | 421    |
| 8.  | Francesco Ginanni (ITA)     | Serramenti PVC Diquigiovanni | 407,4  |
| 9.  | Eddy Ratti (ITA)            | Nippo-Endeka                 | 336    |
| 10. | Bobbie Traksel (NED)        | P3 Transfer-Batavus          | 335    |
| 11. | Janek Tombak (EST)          | Mitsubishi-Jartazi           | 333    |
| 12. | Eric Baumann (GER)          | Team Sparkasse               | 332    |
| 13. | Niko Eeckhout (BEL)         | Topsport Vlaanderen          | 319    |
| 14. | Aleksejs Saramotins (LAT)   | Rietumu Bank-Riga            | 318    |
| 15. | Steve Cummings (GBR)        | Barloworld                   | 316    |
| 16. | Lars Boom (NED)             | Rabobank Continental         | 312,66 |
| 17. | Timofey Kritskiy (RUS)*     | Team Katyusha                | 312    |
| 17. | Robert Vrečer (SLO)         | Radenska KD Financial Point  | 312    |
| 19. | Christian Pfannberger (AUT) | Barloworld                   | 307    |
| 20. | Nicolas Vogondy (FRA)       | Agritubel                    | 286    |

| #   | Ciclista                     | País          | Pts.    |
| --- | ---------------------------- | ------------- | ------- |
| 1.  | Acqua & Sapone               | Itàlia        | 1875    |
| 2.  | Barloworld                   | Regne Unit    | 1749    |
| 3.  | L.P.R. Brakes                | Irlanda       | 1672,6  |
| 4.  | Agritubel                    | França        | 1640    |
| 5.  | Perutnina Ptuj               | Eslovènia     | 1313    |
| 6.  | Mitsubishi-Jartazi           | Estònia       | 1271    |
| 7.  | Ceramica Flaminia            | Irlanda       | 1204    |
| 8.  | Serramenti PVC Diquigiovanni | Veneçuela     | 1137,6  |
| 9.  | Rabobank Continental         | Països Baixos | 1105,92 |
| 10. | Liberty Seguros Continental  | Portugal      | 1082    |
| 11. | Topsport Vlaanderen          | Bèlgica       | 1016    |
| 12. | LA-MSS                       | Portugal      | 835     |
| 13. | P3 Transfer-Batavus          | Països Baixos | 804     |
| 14. | Garmin-Chipotle              | Estats Units  | 769     |
| 15. | CSF Group-Navigare           | Irlanda       | 759,2   |
| 16. | CCC Polsat-Polkowice         | Polònia       | 759     |
| 17. | Contentpolis-Murcia          | Espanya       | 753     |
| 18. | Team Katyusha                | Rússia        | 751     |
| 19. | Auber 93                     | França        | 743     |
| 20. | Rietumu Bank-Riga            | Letònia       | 742     |

| #   | País          | Pts.    |
| --- | ------------- | ------- |
| 1.  | Itàlia        | 3842,4  |
| 2.  | Espanya       | 2423,66 |
| 3.  | Països Baixos | 2316,86 |
| 4.  | Eslovènia     | 2122    |
| 5.  | França        | 2091,2  |
| 6.  | Alemanya      | 1844,8  |
| 7.  | Polònia       | 1844,32 |
| 8.  | Bèlgica       | 1804,2  |
| 9.  | Rússia        | 1723    |
| 10. | Ucraïna       | 1496    |
| 11. | Regne Unit    | 1379,2  |
| 12. | Portugal      | 1158,25 |
| 13. | Dinamarca     | 1133    |
| 14. | Àustria       | 897     |
| 15. | Bulgària      | 725     |
| 16. | Croàcia       | 690     |
| 17. | Suècia        | 654     |
| 18. | Estònia       | 630     |
| 19. | Irlanda       | 591     |
| 20. | Letònia       | 573     |

| #   | País (Sub-23) | Pts.   |
| --- | ------------- | ------ |
| 1.  | Itàlia        | 1084   |
| 2.  | França        | 984,2  |
| 3.  | Rússia        | 948    |
| 4.  | Bèlgica       | 922,52 |
| 5.  | Alemanya      | 849,66 |
| 6.  | Països Baixos | 742,2  |
| 7.  | Regne Unit    | 444    |
| 8.  | Dinamarca     | 380    |
| 9.  | Eslovènia     | 321    |
| 10. | Ucraïna       | 315    |
| 11. | Polònia       | 308    |
| 12. | Portugal      | 280    |
| 13. | Lituània      | 227,64 |
| 14. | Irlanda       | 224    |
| 15. | Suïssa        | 179,2  |
| 16. | Àustria       | 176    |
| 17. | Moldàvia      | 145    |
| 18. | Croàcia       | 136    |
| 19. | Noruega       | 126    |
| 20. | Sèrbia        | 124    |